# Associação Iemenita de Voleibol
A Associação Iemenita de Voleibol  (em inglêsː Yemen Volleyball Federation YVF) é  uma organização fundada em 1970 que governa a pratica de voleibol no Iémen, sendo membro da Federação Internacional de Voleibol e da Confederação Asiática de Voleibol, a entidade é responsável por  organizar  os campeonatos nacionais de  voleibol masculino e feminino no país.